# Kiwi Football Club
Maillots
Kiwi Football Club est un club samoan de football basé à Apia, la capitale du pays. C'est l'un des clubs les plus titrés des Samoa, avec six titres de champion et deux coupes nationales.

## Histoire
Le club est fondé à Apia en 1977. Son premier titre national est remporté sept ans plus tard, en 1984, lorsque Kiwi est sacré champion des Samoa, un trophée qu'il conserve l'année suivante. En 1997, son 3e titre de champion, assorti d'un doublé Coupe-championnat, lui permet d'être choisi pour devenir deux ans plus tard le premier club samoan à participer à la Ligue des champions d'Océanie. La formation domine la scène nationale depuis le début des années 2010 puisqu'elle remporte trois titres de champions et atteint à quatre reprises la finale de la Coupe des Samoa, pour deux succès.
En compétition continentale, les débuts du Kiwi FC ont été difficiles. Le club subit deux lourdes défaites lors de son baptême océanien en 1999, avant de finir 3e de la poule préliminaire de l'édition 2012-2013. L'année suivante, les résultats sont plus encourageants : sorti en tête du tour préliminaire après avoir battu ses trois adversaires (Tupapa Maraerenga, Lotoha'apai United et Pago Youth), l'équipe d'Apia est versé dans le groupe A, où elle est opposée aux Tahitiens de l'AS Tefana, aux Solomon Warriors FC des îles Salomon et à la formation néo-zélandaise de Waitakere United. La découverte du haut niveau se termine à nouveau par une désillusion, avec trois larges revers, dont deux sur le score de huit buts à zéro. Les Samoans terminent cette phase à la dernière place de la poule, sans avoir réussi à marquer le moindre but. Son titre obtenu en 2014 le qualifie pour le tour préliminaire de l'édition 2015-2016 de la Ligue des champions d'Océanie.
Le joueur le plus renommé de la formation est l'international néo-zélandais Andy Barron, au club depuis 2013. Kiwi FC compte aussi dans ses rangs d'autres internationaux, comme Sulifou Faaloua (Samoa américaines) et une grande majorité de l'effectif de l'équipe nationale. Ainsi, lors de l'édition 2012 de la Coupe des nations d'Océanie, neuf des vingt internationaux samoans évoluent au Kiwi FC.

## Palmarès
- Championnat des Samoa (7) :
  - Vainqueur en 1984, 1985, 1997, 2011, 2012, 2014 et 2018

- Coupe des Samoa (3) :
  - Vainqueur en 1997, 2010 et 2014
  - Finaliste en 2011 et 2013